# Асен Краев
Асен Стефанов Краев е български офицер, генерал-майор от кавалерията, участник в Балканската (1912 – 1913) и Междусъюзническата война (1913), командир на взвод от 1-ви конен полк и от Лейбгвардейския конен полк през Първата световна война (1915 – 1918), началник на Кавалерийската школа (1935), на Военната академия (1936) и командир на 3-та пехотна балканска дивизия (1938 – 1940).

## Биография
Асен Краев е роден на 20 декември 1893 г. в София. През 1913 г. завършва Военното на Негово Величество училище и е произведен в чин подпоручик. Взема участие в Балканската (1912 – 1913) и Междусъюзническата война (1913). На 2 август 1915 г. е произведен в чин поручик.
През Първата световна война (1915 – 1918) поручик Краев е командир на взвод от 1-ви конен полк, за която служба съгласно заповед № 679 от 1917 г. по Действащата армия е награден с Военен орден „За храброст“, IV степен, 2 клас.. По-късно е командир на взвод от Лейбгвардейския конен полк, за която служба през 1918 е награден с Военен орден „За храброст“, IV степен, 1 клас, която награда е потвърдена със заповед № 355 от 1921 г. по Министерството на войната. През 1918 г. е произведен в чин капитан.
На 6 май 1924 г. е произведен в чин майор, а на 6 май 1928 г. в чин подполковник. От същата година служи във Военната академия и във Военното училище. През 1930 г. е назначен на служба в Лейбгвардейския конен полк, а от 1931 г. е военен аташе в Белград и Прага. След завръщането си през 1933 г. е приведен към щаба на 4-та пехотна преславска дивизия, а от следващата година е старши адютант на дивизията. Същата година е назначен за началник-щаб на Кавалерийската инспекция. На 6 май 1935 г. е произведен в чин полковник. През същата година служи като началник на Кавалерийската школа и като началник на отделение в Щаба на армията.
През 1936 г. полковник Краев временно изпълнява длъжността началник на Военната академия и по-късно същата година е назначен за секретар на Висшия съвет за народна отбрана. През 1938 г. е назначен за началник на 3-та пехотна балканска дивизия, на която длъжност е до 1940 г., когато е назначен за началник на пограничната стража. На 3 октомври същата година е произведен в чин генерал-майор. През 1941 г. е уволнен от служба.
Генерал-майор Асен Краев умира през 1965 г. е погребан в Централните софийски гробища.

## Военни звания
- Подпоручик (1913)
- Поручик (2 август 1915)
- Капитан (1918)
- Майор (6 май 1924)
- Подполковник (6 май 1928)
- Полковник (6 май 1935)
- Генерал-майор (3 октомври 1940)

## Награди
- Военен орден „За храброст“ IV степен 2 клас (1917)
- Военен орден „За храброст“ IV степен 1 клас (1918)

## Образование
- Военно на Негово Величество училище (до 1913)